# 오미야촌 (미야자키현)
오미야촌(大宮村)은 미야자키현 미야자키군에 일찍이 존재했던 촌이다. 현재의 미야자키시에 해당한다.